# Ludwig Schläfli
Ludwig Schläfli (Grasswil, 15 gennaio 1814 – Berna, 20 marzo 1895) è stato un matematico svizzero, geometra e studioso dell'analisi complessa.

## Vita ed opere

### Giovinezza ed educazione
Ludwig Schläfli passò la maggior parte della sua vita in Svizzera. Nacque a Grasswil, città natale di sua madre. La famiglia si trasferì quindi nella vicina Burgdorf, dove suo padre svolgeva la sua attività di commerciante. Suo padre avrebbe voluto che seguisse le sue orme, ma Ludwig non si dimostrò portato per lavori pratici.
Al contrario, a causa dei suoi talenti matematici, gli fu concesso di frequentare il Ginnasio a Berna nel 1829. A quel tempo stava già imparando il calcolo differenziale leggendosi il Mathematische Anfangsgründe der Analysis des Unendlichen scritto nel 1761 da Abraham Gotthelf Kästner. Nel 1831 si trasferì alla Akademie di Berna per proseguire i suoi studi. Nel 1834 la Akademie divenne la nuova Università di Berna e qui Schläfli cominciò gli studi di teologia.

### Insegnamento
Dopo la laurea nel 1836, egli fu assunto come insegnante presso la scuola superiore di Thun; qui rimase fino al 1847, occupandosi nel tempo libero di matematica e botanica, e frequentando l'Università di Berna una volta alla settimana.
Nel 1843 ci fu una svolta nella sua vita. Schläfli aveva programmato una visita a Berlino per entrare in contatto con la comunità di matematici della città, specialmente con Jakob Steiner, il ben noto matematico svizzero. Inaspettatamente, però, Steiner arrivò a Berna, dove incontrò Schlăfli. Steiner non rimase impressionato solamente dalle conoscenze matematiche di Schläfli, ma anche dalla sua perfetta conoscenza dell'italiano e del francese. Di conseguenza Steiner propose a Schläfli di assistere lui ed i suoi colleghi di Berlino Carl Gustav Jacob Jacobi, Dirichlet e Carl Wilhelm Borchardt come interprete in un imminente viaggio in Italia. Il modo in cui Steiner riferì ai suoi amici questa idea, indica chiaramente come Schläfli dovesse essere impacciato negli affari di tutti i giorni:
... während er den Berliner Freunden den neugeworbenen Reisegefaehrten durch die Worte anpreis, der sei ein ländlicher Mathematiker bei Bern, für die Welt ein Esel, aber Sprachen lerne er wie ein Kinderspiel, den wollten sie als Dolmetscher mit sich nehmen. [ADB]
Traduzione italiana:
... (Steiner) raccomandava il nuovo compagno di viaggio ai suoi amici berlinesi dicendo che lui (Schläfli) era un matematico di provincia che lavorava vicino a Berna, in un 'posto dimenticato da Dio', ma che era in grado di imparare le lingue come fosse un gioco da bambini, e che l'avrebbero dovuto prendere come traduttore.
Schläfli dunque accompagnò in Italia i quattro importanti matematici e beneficiò molto di questo viaggio. Essi furono in viaggio per oltre sei mesi, durante i quali Schläfli, tra l'altro, in italiano alcuni lavori matematici dei suoi compagni.

### Maturità
Schläfli continuò a scambiare corrispondenza con Steiner fino al 1856. Gli scenari che gli erano stati aperti lo incoraggiarono a candidarsi nel 1847 per un posto all'Università di Berna che ottenne nel 1848 (?). Presso questa Università rimase fino al suo pensionamento nel 1891. Egli passava il tempo che non dedicava alla matematica e all'insegnamento allo studio del sanscrito, traducendo in tedesco il testo sacro Indù Rig Veda, fino alla sua morte, nel 1895.

## Spazi a molte dimensioni
Schläfli è uno dei tre ideatori della geometria multidimensionale, insieme con Arthur Cayley e Bernhard Riemann. Intorno al 1850 il concetto generale di spazio euclideo non era stato ancora sviluppato — ma le equazioni lineari in {\displaystyle n} variabili erano state ben comprese. Nel decennio che inizia nel 1840 William Rowan Hamilton aveva sviluppato i suoi quaternioni, mentre John Thomas Graves e Arthur Cayley gli ottonioni. Questi ultimi due sistemi vengono trattati facendo riferimento a basi rispettivamente di quattro e otto elementi e suggerivano un'interpretazione analoga a quella delle coordinate cartesiane negli spazi tridimensionali. 
Dal 1850 al 1852 Schläfli lavorò alla sua opera principale, Theorie der vielfachen Kontinuität, in cui cominciò lo studio della geometria lineare di spazi {\displaystyle n}-dimensionali. Egli definì anche la sfera {\displaystyle n}-dimensionale e ne calcolò il volume. Volendo che il suo lavoro fosse pubblicato, lo mandò all'Akademie di Vienna, dove però venne rifiutato a causa della sua mole. Lo mandò quindi a Berlino, con gli stessi risultati. Dopo una lunga pausa dovuta a motivi burocratici, nel 1854 a Schläfli fu chiesto di scriverne una versione più breve, cosa che lui, comprensibilmente, si rifiutò di fare. Steiner allora tentò di aiutarlo facendo pubblicare il lavoro sul Journal für die reine und angewandte Mathematik, la rivista di August Leopold Crelle, ma per qualche motivo neanche questa strada poté essere percorsa: le esatte ragioni rimangono sconosciute. Parti del lavoro furono pubblicate da Cayley in inglese nel 1860. La prima pubblicazione dell'intero manoscritto avvenne solamente nel 1901, dopo la morte dell'autore. La prima recensione del libro apparve nella rivista olandese di matematica Nieuw Archief voor de Wiskunde nel 1904, ad opera del matematico olandese Pieter Hendrik Schoute. 
Durante questi anni, Riemann espose la sua famosa Habilitationsvortrag (tesi di abilitazione) dal titolo Über die Hypothesen welche der Geometrie zu Grunde liegen (1854), ed introdusse il concetto di varietà {\displaystyle n}-dimensionale. Il concetto di spazi a dimensioni superiori stava cominciando a svilupparsi. Non si sa se Riemann fosse a conoscenza del lavoro di Schläfli, ma di certo gli sarebbe stato utile.
Qui di seguito si riporta un estratto dalla prefazione della Theorie der vielfachen Kontinuität, per la sua importanza storica:
Die Abhandlung, die ich hier der Kaiserlichen Akademie der Wissenschaften vorzulegen die Ehre habe, enthält einen Versuch, einen neuen Zweig der Analysis zu begründen und zu bearbeiten, welcher, gleichsam eine analytische Geometrie von {\displaystyle n} Dimensionen, diejenigen der Ebene und des Raumes als spezielle Fälle fuer {\displaystyle n=2,3} in sich enthielte. Ich nenne denselben Theorie der vielfachen Kontinuität überhaupt in demselben Sinne, wie man zum Beispiel die Geometrie des Raumes eine Theorie der dreifachen Kontinuität nennen kann. Wie in dieser eine Gruppe von Werten der drei Koordinaten einen Punkt bestimmt, so soll in jener eine Gruppe gegebener Werte der {\displaystyle n} Variabeln {\displaystyle x,y,\ldots } eine Lösung bestimmen. Ich gebrauche diesen Ausdruck, weil man bei einer oder mehreren Gleichungen mit vielen Variabeln jede genügende Gruppe von Werten auch so nennt; das Ungewöhnliche der Benennung liegt nur darin, daß ich sie auch noch beibehalte, wenn gar keine Gleichung zwischen den Variabeln gegeben ist. In diesem Falle nenne ich die Gesamtheit aller Lösungen die {\displaystyle n}-fache Totalität; sind hingegen {\displaystyle 1,2,3,\ldots } Gleichungen gegeben, so heißt bzw. die Gesamtheit ihrer Lösungen {\displaystyle n-1}-faches, {\displaystyle n-2}-faches, {\displaystyle n-3}-faches, ... Kontinuum. Aus der Vorstellung der allseitigen Kontinuität der in einer Totalität enthaltenen Lösungen entwickelt sich diejenige der Unabhängigkeit ihrer gegenseitigen Lage von dem System der gebrauchten Variabeln, insofern durch Transformation neue Variabeln an ihre Stelle treten können. Diese Unabhängigkeit spricht sich aus in der Unveränderlichkeit dessen, was ich den Abstand zweier gegebener Lösungen ({\displaystyle x,y,\ldots }), ({\displaystyle x',y',\ldots }) nenne und im einfachsten Fall durch
definiere, indem ich gleichzeitig das System der Variabeln ein orthogonales heiße, [...]
Traduzione italiana:
Il trattato che ho l'onore di presentare qui, all'Accademia Imperiale della Scienza, è un tentativo di creare e sviluppare un nuovo ramo dell'analisi che vorrei definire una geometria a {\displaystyle n} dimensioni, comprendente le geometrie del piano e dello spazio come casi particolari per {\displaystyle n=2,3}. Chiamo questa teoria della continuità multipla, nello stesso modo in cui, generalmente, la geometria dello spazio viene definita della tripla continuità. Come in quella teoria il 'gruppo' di valori delle sue coordinate determina un punto, così in questa un 'gruppo' di valori dati de {\displaystyle n} variabili {\displaystyle x,y,\ldots } determinerà una soluzione. Uso questa espressione, perché così viene chiamato ogni 'gruppo' sufficiente di valori nel caso di una o più equazioni a molte variabili; l'unica cosa inusuale di questa definizione è che io la mantengo anche in assenza di una qualsiasi equazione che leghi le variabili. In tal caso chiamo il totale (insieme) delle soluzioni una totalità di {\displaystyle n}-varietà; mentre nel caso siano date {\displaystyle 1,2,3,\ldots } equazioni, il totale delle loro soluzioni è chiamato rispettivamente (un) Continuo di {\displaystyle n-1}-varietà, {\displaystyle n-2}-varietà, {\displaystyle n-3}-varietà. Dalla notazione delle soluzioni di una totalità se ne deduce l'indipendenza delle loro (delle variabili) posizioni relative nel sistema di variabili usato, in quanto nuove variabili potrebbero prendere il loro posto tramite una trasformazione. Questa indipendenza viene espressa nell'inalterabilità di ciò, che io chiamo la distanza tra due soluzioni date ({\displaystyle x,y,\ldots }), ({\displaystyle x',y',\ldots }) e definita nel caso più semplice da:
mentre allo stesso modo chiamo un sistema di variabili ortogonali [...]
Possiamo vedere come Schläefli stia ancora pensando ai punti dello spazio {\displaystyle n}-dimensionale come a soluzioni di equazioni lineari, e possiamo notare la brillante mossa di considerare un sistema senza alcuna equazione, così da ottenere tutti i possibili punti di {\displaystyle \mathbf {R} ^{n}}, come diremmo noi oggi. Egli disseminò questo concetto negli articoli che pubblicò negli anni 1850 e 1860, ed esso maturò rapidamente. Nel 1867 Schläefli iniziò un articolo scrivendo: "Consideriamo lo spazio delle  {\displaystyle n}-uple di punti. [...]". Ciò indica non solo che aveva una piena padronanza dell'argomento, ma anche che i suoi lettori non necessitavano di una lunga introduzione.

## Politopi
Nella sua Theorie der Vielfachen Kontinuität Schläefli definisce ciò che chiama polischemi, oggi detti politopi, l'analogo multidimensionale dei poligoni e dei poliedri. Egli sviluppa le loro teorie e trova, tra le altre cose, la versione multidimensionale della formula di Eulero. Determina i politopi regolari, cioè i parenti {\displaystyle n}-dimensionali dei poligoni regolari e dei solidi platonici. Si scopre che ne esistono sei in quattro dimensioni e tre in tutte le dimensioni superiori. 
Sebbene Schläfli fosse piuttosto ben noto ai suoi colleghi nella seconda metà del secolo, specialmente per i suoi contributi all'analisi complessa, il suo iniziale lavoro di geometria non ottenne la giusta attenzione per lungo tempo. All'inizio del ventesimo secolo Pieter Hendrik Schoute cominciò a lavorare sui politopi con Alicia Boole Stott. Ella riottenne gli stessi risultati di Schläfli solo per politopi regolari in quattro dimensioni ed in seguito riscoprì il suo libro. Successivamente Willem Abraham Wijthoff studiò i politopi semi-regolari ed il suo lavoro fu continuato da H.S.M. Coxeter, John Horton Conway ed altri. In questa area di studio aperta da Ludwig Schläfli rimangono ancora numerosi problemi da risolvere. È quindi giusto ricordarlo come uno dei tre studiosi che guidò la matematica verso le molte dimensioni.